# Montagney-Servigney
Montagney-Servigney är en kommun i departementet Doubs i regionen Bourgogne-Franche-Comté i östra Frankrike. Kommunen ligger i kantonen Rougemont som tillhör arrondissementet Besançon. År 2022 hade Montagney-Servigney 123 invånare.

## Befolkningsutveckling
Antalet invånare i kommunen Montagney-Servigney
Referens:INSEE